# Yukarıbakraçlı, Şenkaya
Yukarıbakraçlı là một xã thuộc huyện Şenkaya, tỉnh Erzurum, Thổ Nhĩ Kỳ. Dân số thời điểm năm 2011 là 102 người.